# You Ju-an
Đây là một tên người Triều Tiên, họ là You.
You Ju-an (sinh ngày 1 tháng 10 năm 1998) là một tiền đạo bóng đá Hàn Quốc thi đấu cho Suwon Samsung Bluewings.